# Ксантопармелія грубозморшкувата
Ксантопармелія грубозморшкувата, неофусцелія грубозморшкувата, пармелія грубозморшкувата (Xanthoparmelia ryssolea) — аридний вид лишайників роду ксантопармелія (Xanthoparmelia). Сучасну назву надано у 2004 році.

## Будова
Напівкущисте м'яке подушкоподібне тіло 1,5–4,5 см заввишки до субстрату слабко прикріплене або зовсім не прикріплене. Зморшкувата чи нерівно-складчаста слань коричневого кольору.

## Життєвий цикл
Розмножується вегетативно (фрагментами слані).

## Поширення та середовище існування
Західна і Південна Європа, Кавказ, Середня Азія, Сибір, Монголія. На рівнинах росте на міждернинних проміжках степових угруповань, у горах на кам'янистих схилах. В Україні зустрічається у степовій зоні та південних районах лісостепової, а також зрідка у Гірському Криму. Трапляється досить великими групами.

## Природоохоронний статус
Вразливий. Включений до третього видання Червоної книги України (2009 р.). Охороняється у заповідниках «Асканія-Нова», Карадазькому та «Кам'яна Могила».